# Paul Dwayne
Pour les articles homonymes, voir Dwayne.
 (juin 2017).
Paul Dwayne, né le 27 février 1964 à Bouctouche au Nouveau-Brunswick et mort le 26 août 2024 à Campbellton, est un auteur-compositeur-interprète canadien de musique country francophone et anglophone.

## Biographie
Son style couvre un large répertoire en passant par le country swing-acadien, le pop-rock et le country traditionnel québécois et américain. Il compte à son actif six albums dont un de Noël et un en anglais.

## Sources
- biographiesartistesquebecois